# Protocolos OSI
O Open Systems Interconnection (OSI) protocols são uma família de padrões de troca de informações desenvolvido conjuntamente pela ISO e o ITU-T a partir de 1977. O Modelo OSI descreve as sete camadas de interconexão: a Camada física (Layer 1), Camada de enlace (Layer 2), Camada de rede (Layer 3), Camada de transporte (Layer 4), Camada de sessão (Layer 5), Camada de apresentação (Layer 6), e a Camada de aplicação (Layer 7).
Hoje em dia, este protocol/model é apenas uma história. A teoria pode parecer boa, mas falhou na implementação. Tanto o modelo quanto os protocolos são realmente defeituosos. Alguns críticos também disseram que a escolha de sete camadas foi mais política do que técnica, e duas das camadas (sessão e apresentação) estão quase vazias, enquanto outras duas (link de dados e rede) estão superlotadas.
A maioria dos protocolos de rede usados no mercado hoje são baseados em TCP/IP stacks.